# Остър ъгъл
Остър ъгъл се нарича ъгъл, по-малък от правия. Това означава, че той има мярка, по-малка от 90 градуса. Острите ъгли са най-малките видове ъгли.
Острият ъгъл е покрит с вдлъбнати ъгли, по-малки от правия ъгъл.
Правоъгълният и тъпоъгълният триъгълник имат по 2 остри ъгъла. Остроъгълният триъгълник има само остри ъгли.